# Gąsówka kołpaczkowata

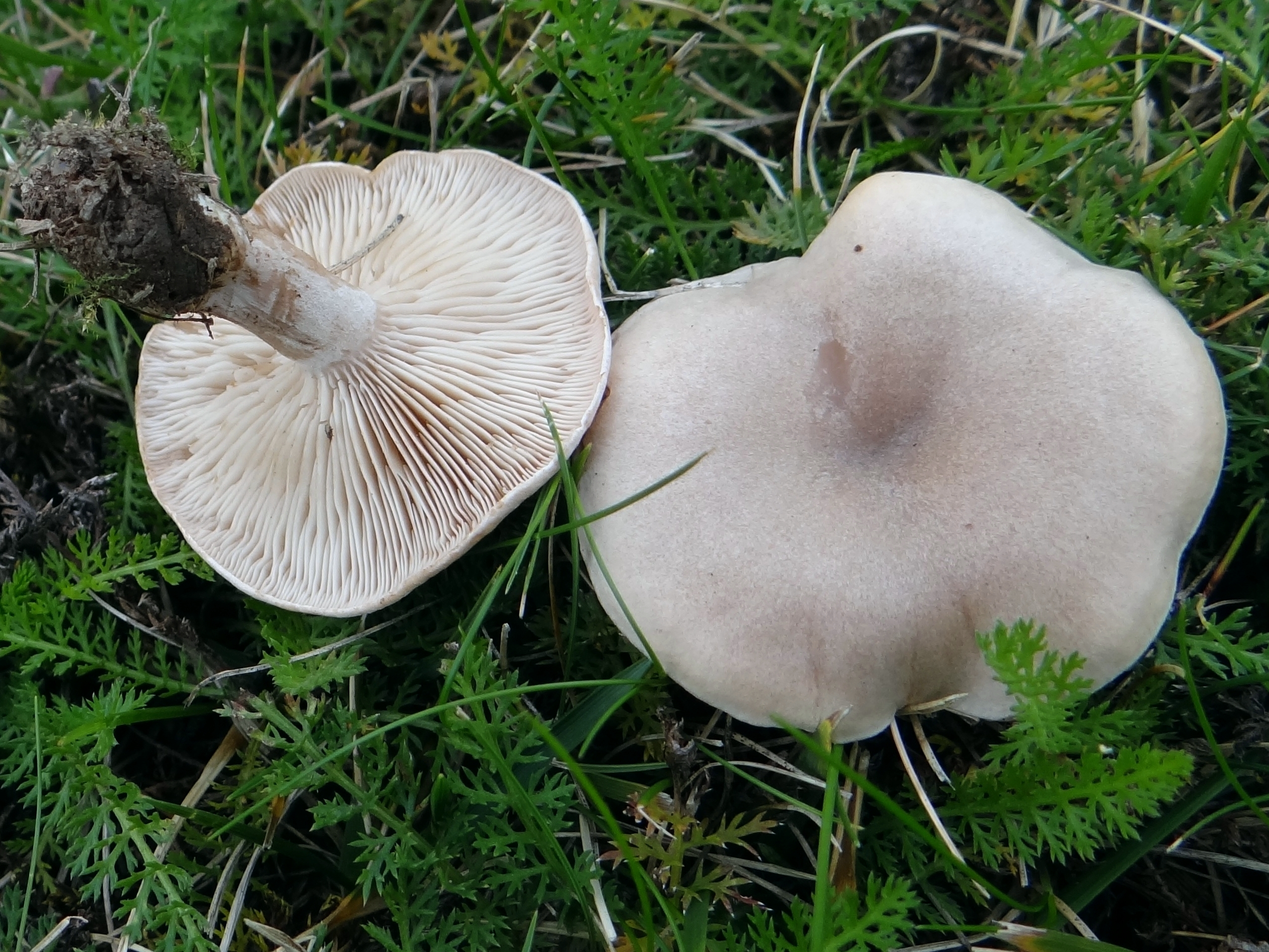

Gąsówka kołpaczkowata (Lepista panaeolus (Fr.) P. Karst. – gatunek grzybów należący do rzędu pieczarkowców (Agaricales). 

## Systematyka i nazewnictwo
Pozycja w klasyfikacji według Index Fungorum: Lepista, Incertae sedis, Agaricales, Agaricomycetidae, Agaricomycetes, Agaricomycotina, Basidiomycota, Fungi.
Po raz pierwszy takson ten opisany został w 1838 r. przez Friesa  jako Agaricus panaeolus, obecną, uznaną przez Index Fungorum nazwę nadał mu Karsten w 1879 r. Niektóre synonimy nazwy naukowej:

- Agaricus calceolus (Fr.) Fr. 1873
- Agaricus panaeolus Fr. 1838
- Gyrophila panaeolus (Fr.) Quél. 1886
- Lepista luscina var. irinoides Bohus
- Lepista panaeolus (Fr.) P. Karst. 1879, var. panaeolus
- Paxillus lepista Fr. 1838
- Rhodopaxillus lepista (Fr.) Singer 1943
- Rhodopaxillus panaeolus (Fr.) Maire 1913
- Tricholoma calceolus (Fr.) Mussat 1900
- Tricholoma panaeolus (Fr.) Quél. 1872

Nazwa polska występuje w niektórych atlasach grzybów.

## Morfologia
Kapelusz
Średnicy 4–11 cm, za młodu półkulisty z wąsko podwiniętymi brzegami, później łukowaty do płaskiego, na koniec pofalowany a nawet płatowato wykrawany. Jest mięsisty i niewodochłonny. Podczas wilgotnej pogody staje się karbowany i prześwitują mu blaszki. Powierzchnia barwy od siwawej do siwo-brązowej i brudno oszroniona. Na wierzchołku kapelusza występują brązowawe, wodniste plamki.
Blaszki
Gęste, wąskie, szeroko przyrośnięte. Początkowo są białawe, potem ciemniejsze: siwo-różowe do siwo-ochrowych.
Trzon
Wysokość 4–8 cm, grubość 1–2 cm, walcowaty, pełny, sprężysty, pełny. Powierzchnia o barwie od białawej do blado-siwobrązowej, podłużnie włóknista, pod kapeluszem pokryta białymi kosmkami.
Miąższ
Białawy do siwobiałego, dość twardy, łamliwy. Ma słodkawy smak i mączysty zapach. 

## Występowanie i siedlisko
Gąsówka kołpaczkowata występuje w Europie  i Nowej Zelandii. Na terenie Polski częstość jej występowania i rozmieszczenie nie są znane, w piśmiennictwie naukowym uznawana bowiem była za synonim gąsówki szarobrązowej (Lepista luscina (Fr.) Singer).
Rośnie głównie w trawie; na pastwiskach, łąkach oraz trawiastych obrzeżach lasów, szczególnie częsty jest na terenach podgórskich. Owocniki wytwarza od września do listopada.

## Znaczenie
Saprotrof. Jest grzybem jadalnym.